# Mirrorball Satellite 2012
『Mirrorball Satellite 2012』（ミラーボールサテライト2012）は、m-floの2枚目のシングル（インディーズを含めると4枚目のシングル）。1999年9月29日発売。
メジャーデビューシングル『the tripod e.p.』から約3か月で発売されたこの曲はEvelyn "Champagne" Kingの「ラブ・カム・ダウン」をサンプリングしている。
ジャケット写真は3人ともアフロ姿で1970年代のディスコを思わせるような写真になっている。PVもアフロ姿である。
カップリングの「too much sense」はVERBALのみのソロ曲でHIP-HOPな曲になっている。
また「Mirroball Satellite 2012」「too much sense」ともにリミックスが収録されている。
さらに、the tripod e.p.に収録されている「flo jack」の英語版「theme from flo jack」も収録。
後に発売されるファーストアルバム『Planet Shining』（2000年）には「Mirroball Satellite 2012」および「too much sense」は収録されていない。

## 収録曲
1. Mirrorball Satellite 2012
2. too much sense
3. Mirrorball Satellite 2012(SRATM Remix by Towa Tei)
  - Towa Teiによるリミックス、後に発売するリミックスアルバム『The Replacement Percussionists』（2000年）に収録
4. too much sense(DJ Alamo remix)
  - こちらのリミックスはアルバム未収録
5. theme from flo jack
  - ファーストシングルに収録されている『flo jack』の英語版